# Faycelles
Faycelles is een gemeente in het Franse departement Lot (regio Occitanie) en telt 600 inwoners (2005). De plaats maakt deel uit van het arrondissement Figeac.

## Cultuur
De pelgrimsroute tussen Faycelles en Cajarc (22,5 km) (Chemin du Puy) is opgenomen in het werelderfgoed.

## Geografie
De oppervlakte van Faycelles bedraagt 14,2 km², de bevolkingsdichtheid is 42,3 inwoners per km².
De onderstaande kaart toont de ligging van Faycelles met de belangrijkste infrastructuur en aangrenzende gemeenten.

## Demografie
Onderstaande figuur toont het verloop van het inwonertal (bron: INSEE-tellingen).